# Marathon van Eindhoven 2014
De marathon van Eindhoven 2014 werd gelopen op zondag 12 oktober 2014. Het was de 31e editie van deze marathon. 
Bij de mannen werd de wedstrijd gewonnen door de Ethiopiër Tilahun Regassa in 2:06.21. Bij de vrouwen snelde Iwona Leandowska uit Polen naar de overwinning. Zij kwam in 2:28.33 over de finish.
Naast de hele marathon kende het evenement ook wedstrijden over de halve marathon, 5 km en 2,5 km.

## Wedstrijd
Mannen
| rang   | naam                      | land | tijd    |
| ------ | ------------------------- | ---- | ------- |
| Goud   | Tilahun Regassa           | ETH  | 2:06.21 |
| Zilver | Jonathan Maiyo            | KEN  | 2:06.47 |
| Brons  | Alfers Lagat              | KEN  | 2:07.11 |
| 4      | Sammy Kigen Korir         | KEN  | 2:08.05 |
| 5      | Richard Sigei             | KEN  | 2:12.36 |
| 6      | Leonard Patrick Komon     | KEN  | 2:14.25 |
| 7      | Jafred Chirchir Kipchumba | KEN  | 2:14.49 |
| 8      | Marcin Chabowski          | POL  | 2:15.04 |
| 9      | Henryk Szost              | POL  | 2:16.26 |
| 10     | Mariusz Giznynski         | POL  | 2:18.09 |

Vrouwen
| rang   | naam                  | land | tijd    |
| ------ | --------------------- | ---- | ------- |
| Goud   | Iwona Leandowska      | POL  | 2:28.33 |
| Zilver | Olha Kalenarowa-Ochal | POL  | 2:32.06 |
| Brons  | Monica Stefanowicz    | POL  | 2:32.25 |
| 4      | Kim Dillen            | NED  | 2:36.35 |
| 5      | Gina Slaby            | USA  | 2:43.57 |
| 6      | Annelies Deketelaere  | BEL  | 2:49.09 |
| 7      | Emily Shertzer        | USA  | 2:49.56 |
| 8      | Katleen De Cupere     | BEL  | 2:50.20 |
| 9      | Mariska Scholles      | NED  | 2:52.02 |
| 10     | Els Van Hooydonck     | BEL  | 2:55.10 |

1959 ·
1960 ·
1982 ·
1984 ·
1986 ·
1988 ·
1990 ·
1991 ·
1992 ·
1993 ·
1994 ·
1995 ·
1996 ·
1997 ·
1998 ·
1999 ·
2000 ·
2001 ·
2002 ·
2003 ·
2004 ·
2005 ·
2006 ·
2007 ·
2008 ·
2009 ·
2010 ·
2011 ·
2012 ·
2013 ·
2014 ·
2015 ·
2016 ·
2017 ·
2018 ·
2019 ·
2020 ·
2021 ·
2022 ·
2023 ·
2024 ·
2025